# Meknès
Meknès, o Mechinez (in arabo مكناس‎?, Miknās; in berbero: ⵎⴽⵏⴰⵙ, Mknas) è una città del Marocco, capoluogo dell'omonima prefettura ed importante polo economico della regione di Fès-Meknès.
Meknes è la più recente delle quattro Città imperiali e fu la capitale del Marocco sotto il regno di Moulay Ismail ibn Sharif (1672 - 1727), prima che questo onore venisse dato a Fès fino al 1912, e poi sotto la dominazione francese a Rabat. Deve il suo nome ad una tribù berbera chiamata Miknasa nelle fonti medioevali arabe.

## Storia
La terra su cui la città fu fondata, e buona parte dei territori circostanti, caddero sotto la dominazione dell'Impero romano nel 117 d.C. La comunità originale da cui Meknès prese vita è stata identificata come una casba o fortezza dell'VIII secolo. La tribù berbera dei Miknasa vi si stabilì nel X secolo. Nell'XI secolo, gli Almoravidi costruirono una fortezza intorno alla città, che fu rinforzata dagli Almohadi. I Merinidi vi edificarono la madrasa Bou Inania. Il periodo d'oro della città fu sicuramente quello in cui venne riconosciuta come capitale, tra la fine del XVII secolo e l'inizio del XVIII secolo, sotto il dominio di Moulay Ismail ibn Sharif in seguito alla sua ascesa al Sultanato del Marocco. Negli anni 1930 fu la sede di una guarnigione della Legione straniera francese.
La città storica (Medina) di Meknès è stata inserita nella lista dei patrimoni dell'umanità dell'UNESCO.

## Infrastrutture e trasporti
La città di Meknès è servita da due stazioni ferroviarie: Meknes-Ville e Meknes-Amir Abdelkader (che la collega a Rabat e a Fès).
Posizionata a circa 130 km dalla capitale Rabat e a 60 km da Fès, è raggiunta dall'autostrada A2 che unisce queste due ultime città.

## Società

### Comunità ebraica
La città è stata storicamente sede di una cospicua comunità ebraica, che accolse un vasto gruppo di sefarditi cacciati dalla Spagna nel XV secolo, che, mescolandosi agli ebrei indigeni arabofoni, adottarono dialetti arabi. La comunità contava 9521 unità nel 1936, saliti a 15000 nel 1951. La comunità, incoraggiata da agenti sionisti legati all'Agenzia ebraica e poi dal Mossad, è emigrata in massa verso Israele e Francia tra gli anni 1950 e 1960.

### Evoluzione demografica
Abitanti censiti
|                             | 1982 | 1994    | 2004    | 2014    |
| --------------------------- | ---- | ------- | ------- | ------- |
| Meknès (muni.)              |      | 327 933 | 430 546 | 461 677 |
| Al Machouar -Stinia (muni.) |      | 5 387   | 4 664   | 5 009   |
| Ouislane (muni.)            |      | 28 694  | 47 824  | 87 910  |
| Toulal (muni.)              |      | 8 314   | 12 668  | 13 852  |
| Ville de Meknès             |      | 336 247 | 528 740 | 632 079 |

### Lingue e dialetti
A Meknès è parlato tradizionalmente un dialetto arabo pre-hilalico, che però, a differenza dei dialetti di molte altre città come Fès e Rabat, presenta molte affinità con i dialetti hilalici.
L'immigrazione ha generato la presenza in città di una cospicua comunità berberofona, componente il 12,3% della popolazione della città.

## Amministrazione

### Gemellaggi
- Nîmes, dal 2005
- Châlons-en-Champagne, dal 2008
- Huizhou, dal 2010
- Reims, dal 2011
- Cenon, dal 2012 convenzione di partenariato culturale
- Franceville, dal 2013
- Almaty
- Il Cairo
- Susa

## Galleria d'immagini

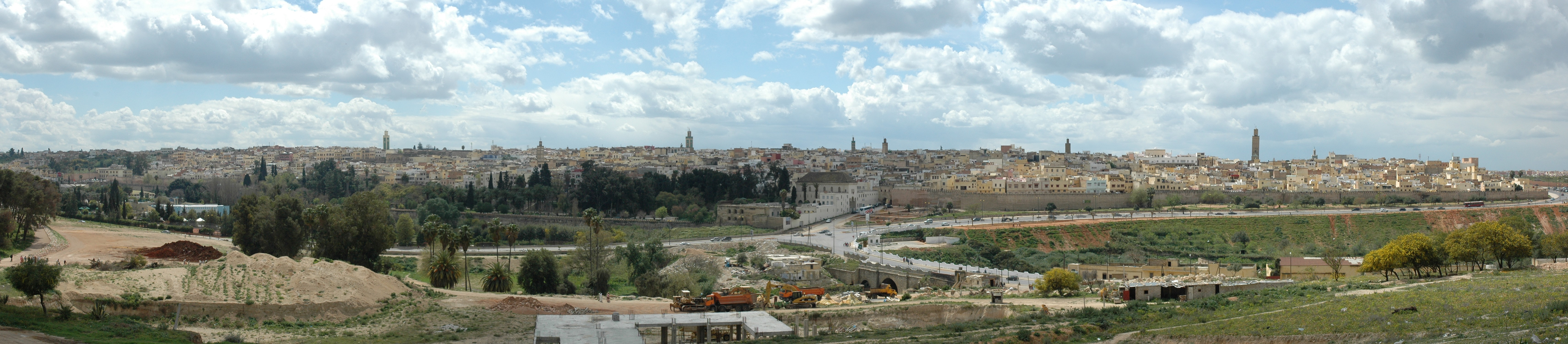
Panoramica di Meknès
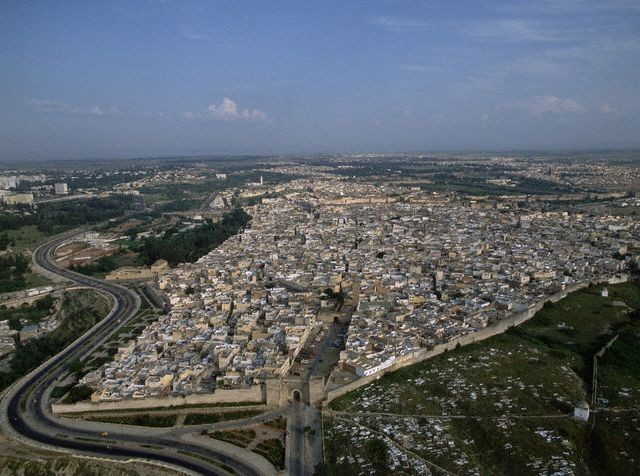
Panoramica aerea della medina di Meknès
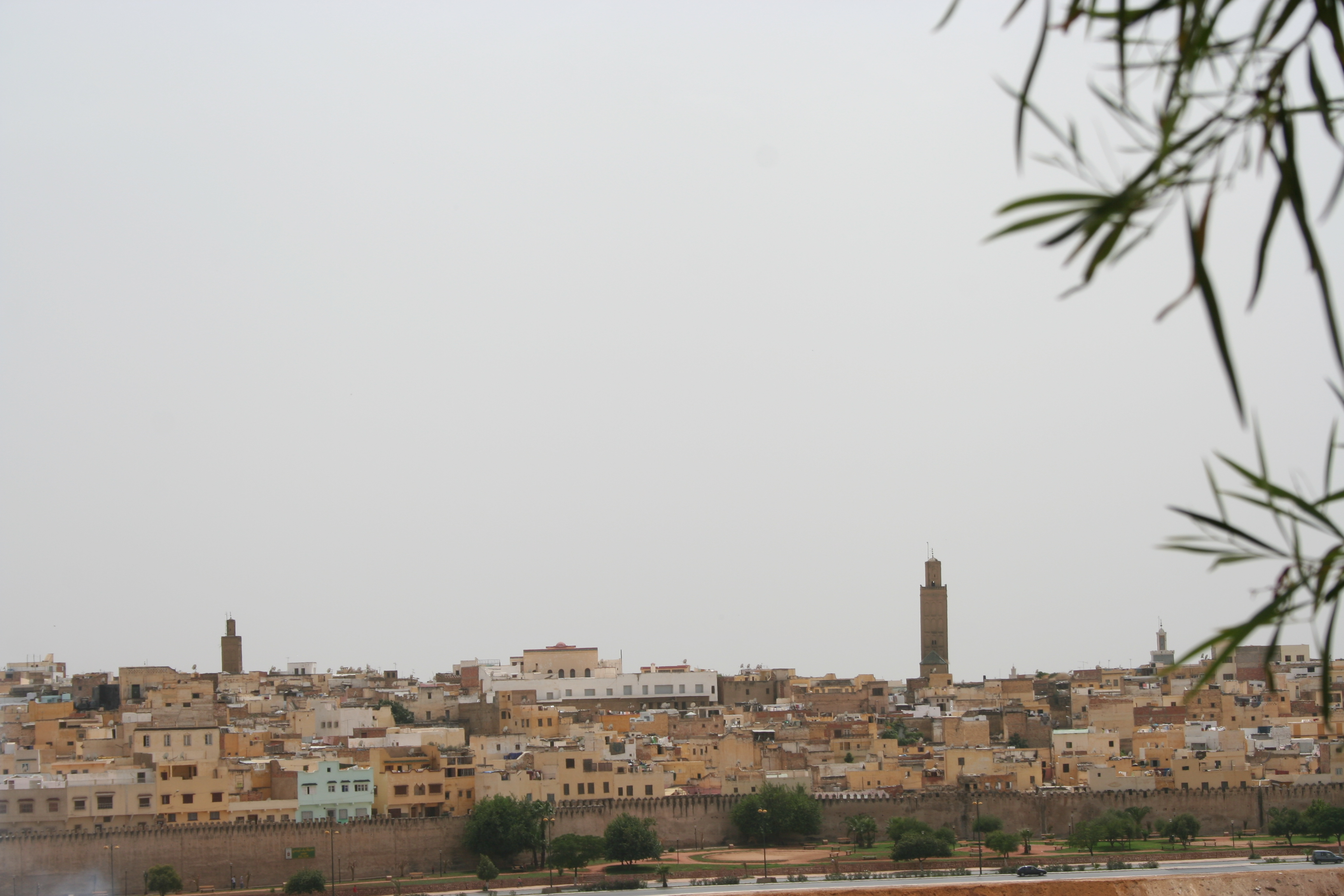
Medina di Meknès
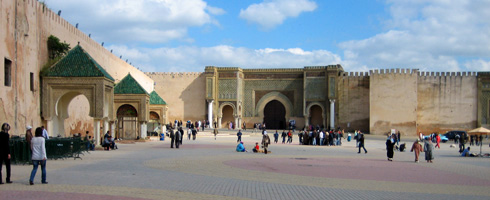
Piazza El Hedhim con sullo sfondo Bab Mansour
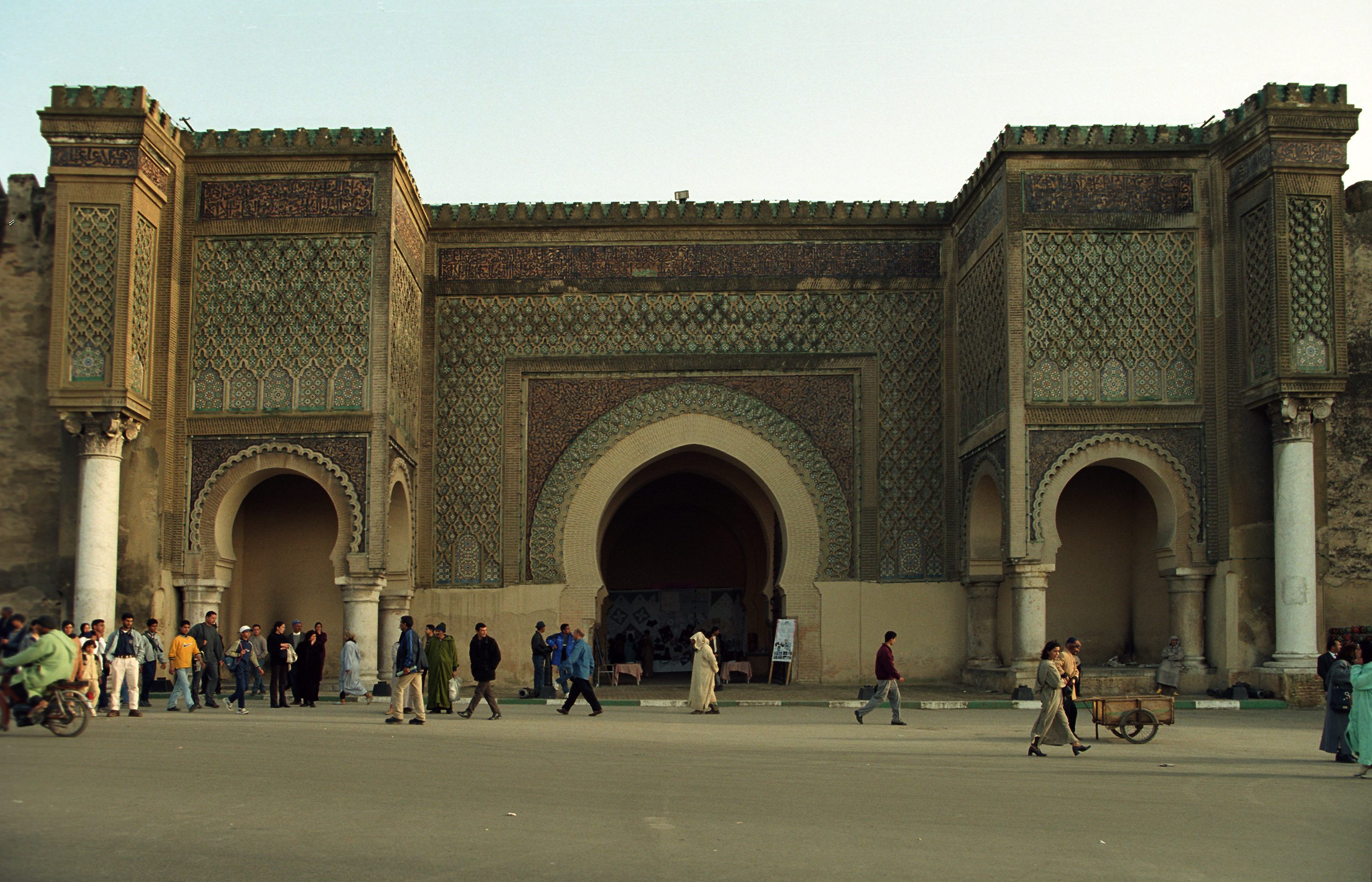
Bab Mansour, la porta simbolo della città
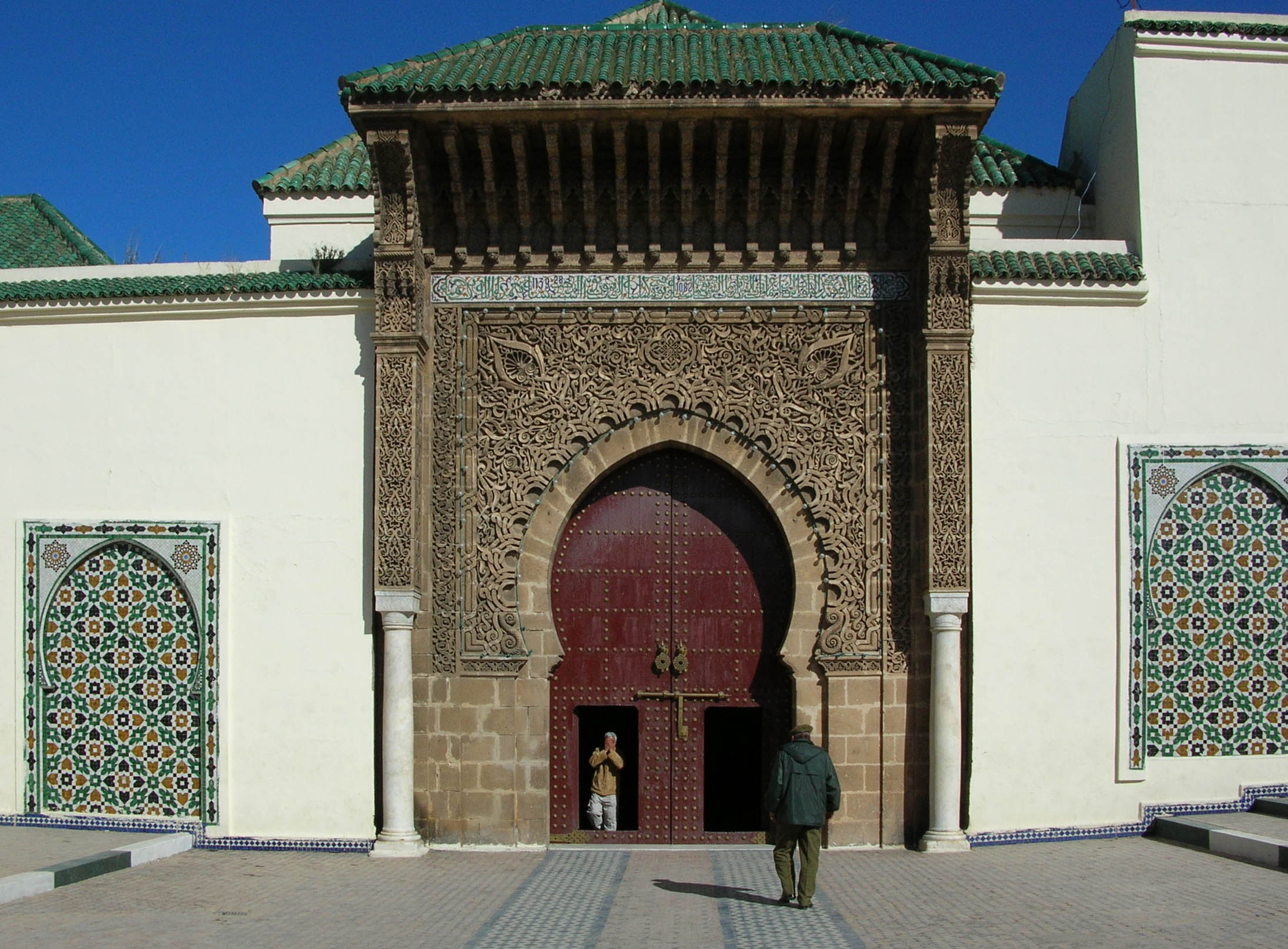
Mausoleo di Moulay Ismail ibn Sharif
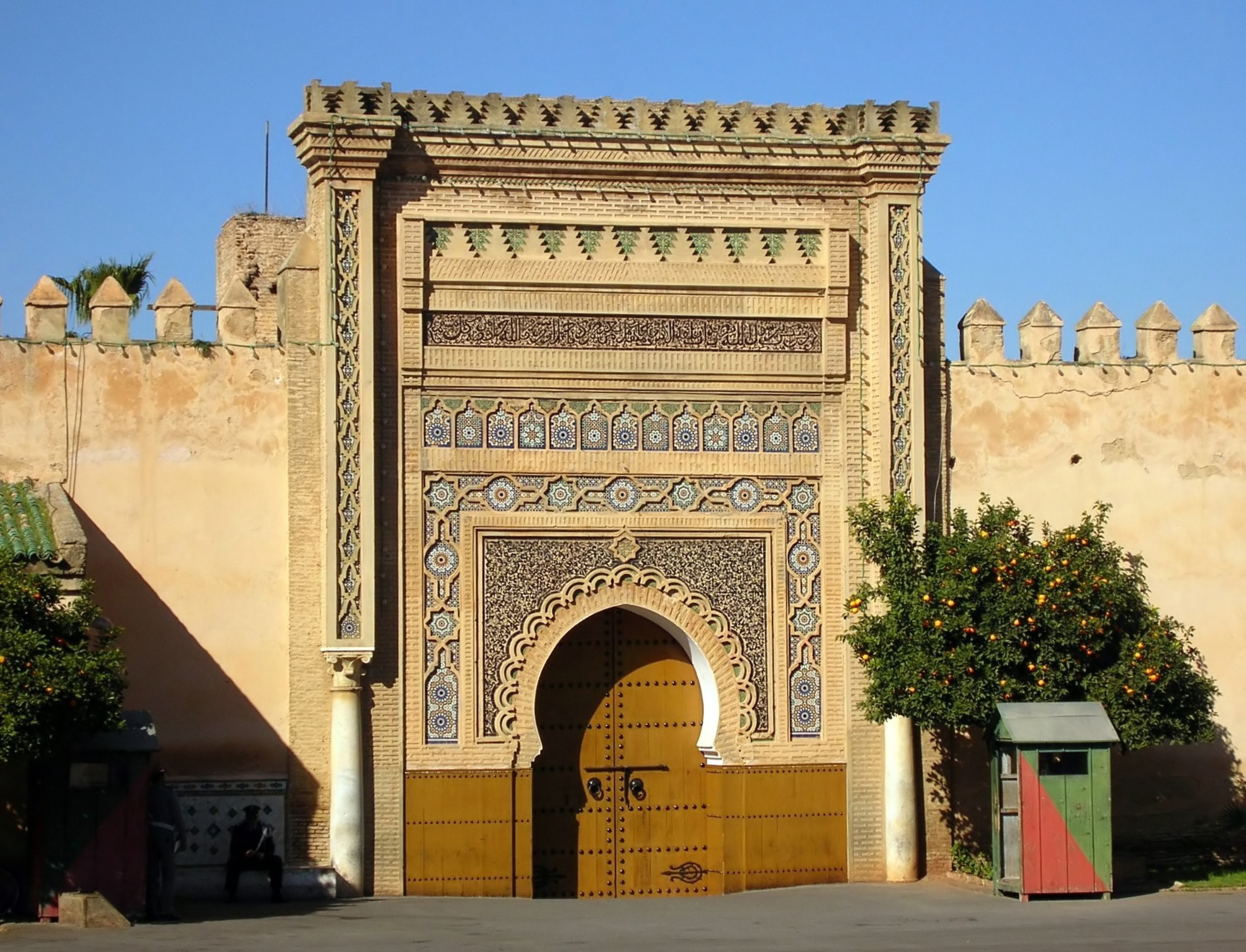
Ingresso del palazzo Reale
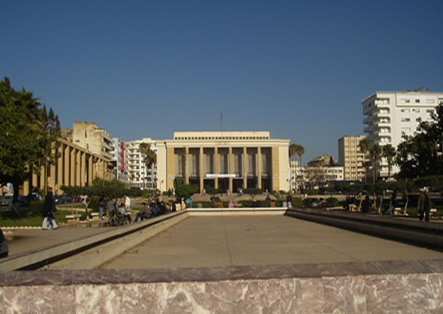
Place de L'lstiglad o Place Administrative situata nel quartiere "Hamria"
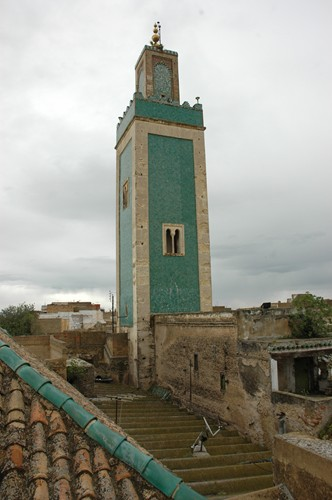
la "Grande Mosquée" nel cuore della Città Vecchia (medina)